# China Citic Bank International

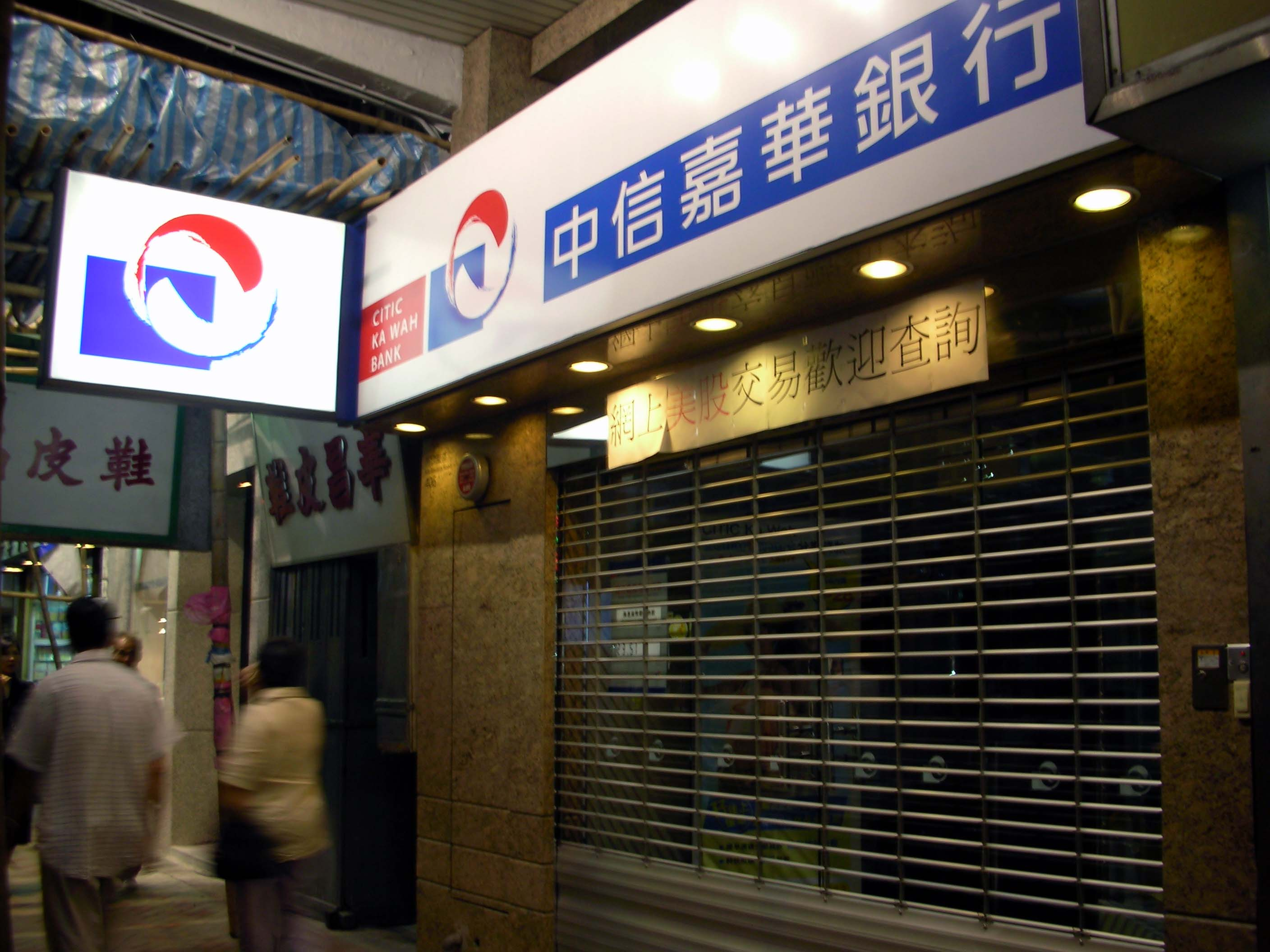
Till Kwa Wan filial av Citic Ka Wah Bank

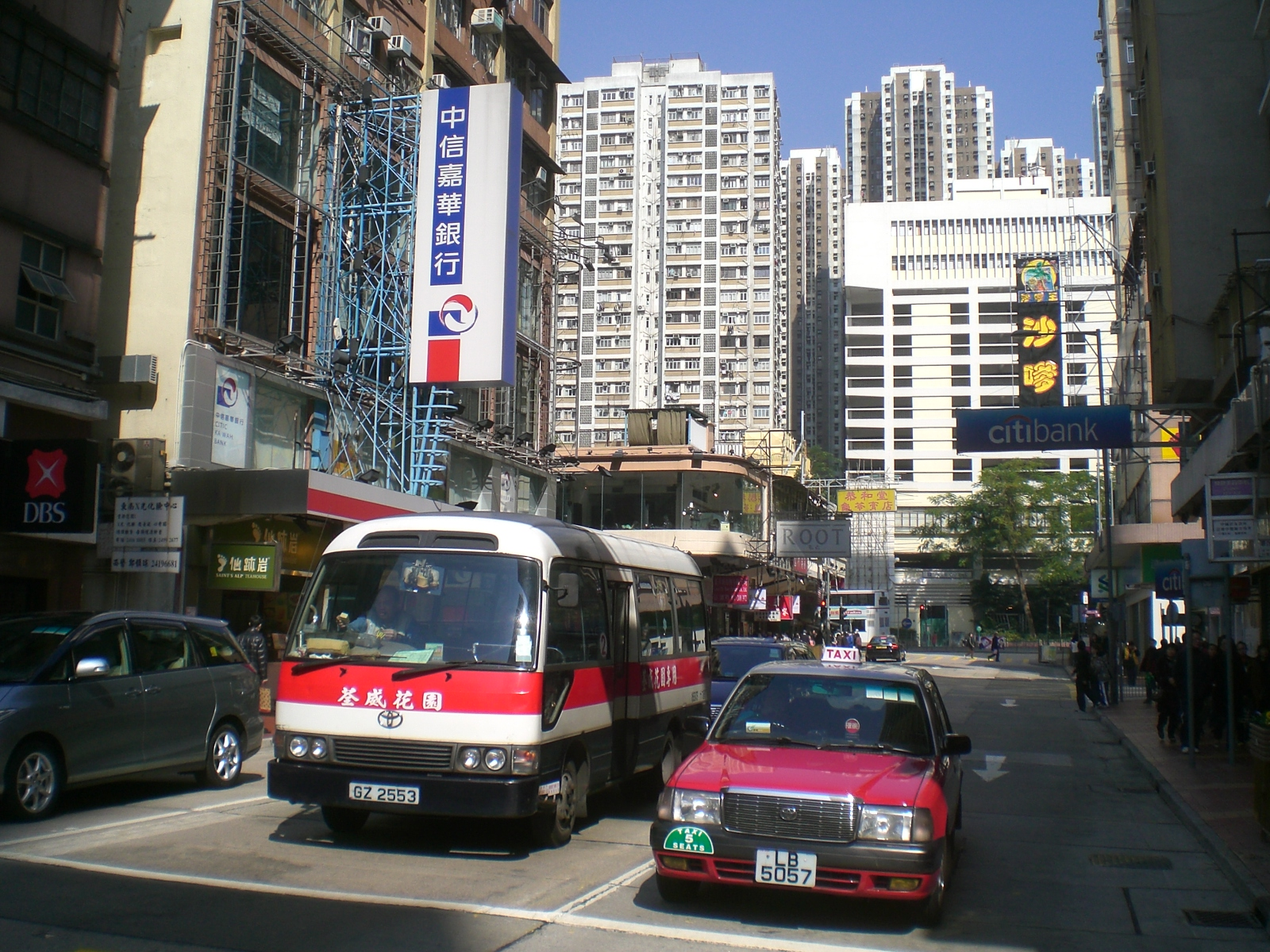
Tsuen Wan filial av Citic Ka Wah Bank

China Citic Bank International (kinesiska: 中信銀行 (國際); CNCBI i korthet; stiliserat som China CITIC Bank International) är en affärsbank med full service i Hongkong.
China Citic Bank Corporation Limited, via sitt helägda dotterbolag Citic International Financial Holdings Limited, är CNCBI:s kontrollerande aktieägare med en andel på 75 %. Citic Group Corporation i Peking är CNCBI:s yttersta moderbolag.
Från och med december 2024 hade CNCBI 24 filialer och två affärsbankcenter i Hongkong, samt närvaro på olika internationella platser. CNCBI:s totala tillgångar uppgick till 489,30 miljarder HK-dollar.

## Historik
År 1926 grundades Ka Wah Savings Bank Limited (traditionell kinesiska: 嘉華儲蓄銀行有限公司) i Hong Kong. Ka Wah Ngan Ho i Guangzhou blev sedan Ka Wah Savings Banks Guangzhou-filial. Samma år döptes banken om till Ka Wah Bank Public Limited Company (traditionell kinesiska: 嘉華銀行公眾有限公司).
År 1986 drabbades banken av ekonomiska svårigheter och Citic Group injicerade 350 miljoner HK$ i kapital i banken. 1998 döptes banken om till CITIC Ka Wah Bank Limited.
År 2002 privatiserades Citic Ka Wah Bank av Citic International Financial Holdings och blev ett helägt dotterbolag till Citic International Financial Holdings.
I maj 2010 döptes banken om igen till China Citic Bank International.
År 2018 lanserade CNCBI sin mobila bankplattform Inmotion.